# Aristolochia albertiana
Aristolochia albertiana är en piprankeväxtart som beskrevs av Ahumada. Aristolochia albertiana ingår i släktet piprankor, och familjen piprankeväxter. Inga underarter finns listade i Catalogue of Life.